# Elatery

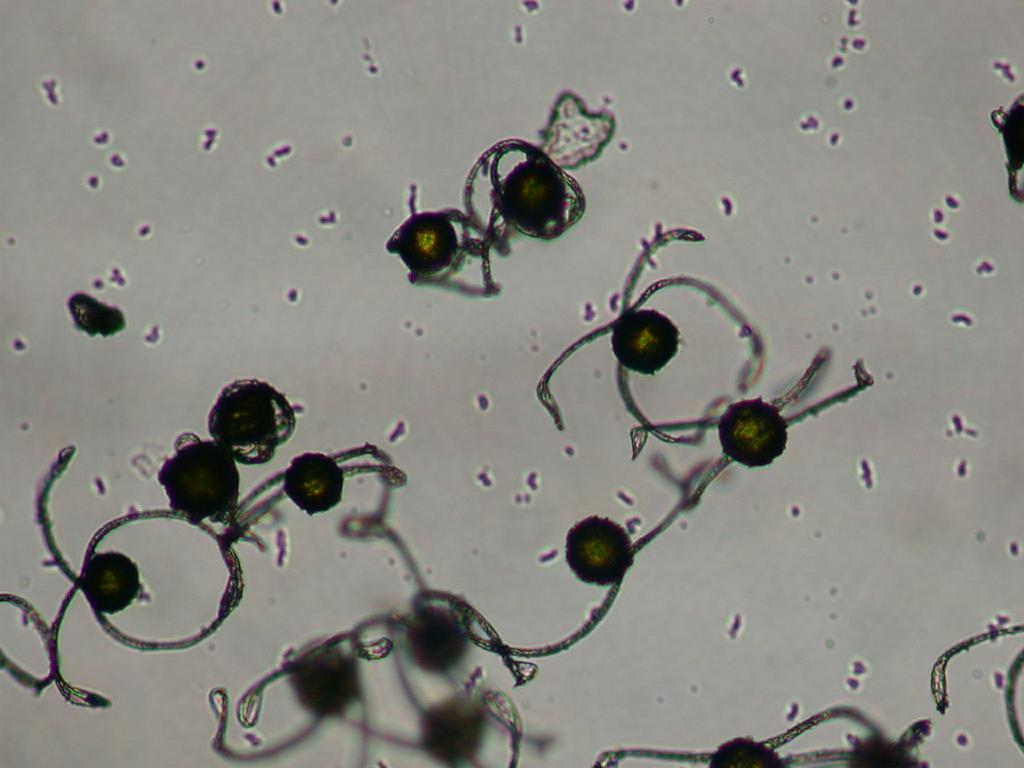
Elatery skrzypu polnego

Elatery (sprężyce) – wydłużone płonne komórki pozbawione protoplastu, występujące w zarodniach niektórych roślin zarodnikowych (np. u wątrobowców, glewików i skrzypów). W ścianach elater znajdują się charakterystyczne śrubowate zgrubienia. Elatery po otwarciu się zarodni ułatwiają rozsiewanie się zarodników. Odbywa się to dzięki skręcaniu się i rozkręcaniu elater, następującemu w wyniku zmian w wilgotności powietrza. Ruchy te mają charakter kohezyjny, czyli wynikają z oddziaływania sił między cząsteczkami wody nasiąkającej struktury komórkowe (odmienne od ruchów higroskopowych).
U wątrobowców elatery występują w skupieniach w różnych miejscach puszki – na szczycie jej klap (Riccardia), u środka jej nasady (Pellia) itp. U Ricciaceae komórki płonne archesporu giną nie przekształcając się w elatery.
Elatery występują również u niektórych grzybów, np. w glebie u szczudłówki piaskowej.